# Krumovo Gradiște, Burgas
Krumovo Gradiște (în bulgară Крумово Градище) este un sat în comuna Karnobat, regiunea Burgas,  Bulgaria. 

## Demografie
Componența etnică a satului Krumovo Gradiște
     Bulgari (87,02%)
     Romi (11,35%)
     Nicio identificare (1,62%)
     Altele (0%)
La recensământul din 2011, populația satului Krumovo Gradiște era de 370 locuitori. Din punct de vedere etnic, majoritatea locuitorilor (87,02%) erau bulgari, cu o minoritate de romi (11,35%). Pentru 1,62% din locuitori nu este cunoscută apartenența etnică.